# 토탈리 킬러
《토탈리 킬러》(영어: Totally Killer)는 2023년 공개된 미국의 슬래셔 코미디 영화로, 너나치카 칸이 감독을 맡았다. 제이슨 블럼이 블럼하우스 프로덕션스를 통해 제작에 참여하였으며, 키어넌 십카, 올리비아 홀트, 줄리 보언, 리아나 리버라토 등이 출연하였다.

## 줄거리
1987년. 버넌에 위치한 작은 마을에서 10월 27, 29, 31일에 16세 생일을 맞이한 세 마을 소녀들이 "스위트 16 킬러"에게 각각 16번씩 칼에 찔려 살해당한다. 
현재. 핼러윈 밤에 십대 소녀 제이미가 친구 어밀리아와 공연을 보러 간 사이 과거 세 희생자들과 친구였던 어머니 팸이 칼에 16번 찔려 사망한다. 한편 어밀리아는 어머니 로런이 예전에 작성했던 설계도에 기반해 타임 머신을 완성하여 학교 과제로 제출하려고 하고, 제이미는 슬픔을 달래는 가운데 어밀리아를 돕는다.
팸과 고등학교 시절부터 친구였으며 스위트 16 킬러 사건을 다루는 팟캐스트를 진행하는 크리스 두버사지는 제이미에게 팸이 예전에 살인마로부터 살해 예고장을 받았지만 이를 숨겼다는 사실을 알려준다. 그날 밤 제이미는 살인자에게 쫓긴 끝에 어밀리아가 만든 타임 머신 안에 숨었다가 기계를 작동시켜 1987년으로 이동하고 만다.
최초 살인부터 막기 위해 제이미는 캐나다에서 온 교환 학생으로 가장하고 학교에 들어가 학생들 사이에 녹아드는데...

## 출연
- 키어넌 십카 - 제이미 휴스 / 콜렛 역
- 올리비아 홀트 - 팸 밀러 역
- 줄리 보언 - 어른 팸 휴스(밀러) 역
- 로클린 먼로 - 어른 블레이크 휴스 역
- 리아나 리버라토 - 티퍼니 클라크 역
- 조너선 포츠 - 크리스 두버사지 역
- 랜들 박 - 데니스 림 보안관 역
- 앤디 톰프슨 - 파 씨 역